# Linha Sarmiento
A Linha de Sarmiento é uma das 7 linhas suburbanas da região metropolitana de Buenos Aires, administradas pelo Estado Nacional, através da companhia Trenes Argentinos.